# Колумб пристає до берега (мультфільм)
«Колумб причалює до берега» (рос. «Колумб причаливает к берегу») — анімаційний фільм 1967 року Творчого об'єднання художньої мультиплікації студії Київнаукфільм, режисери — Давид Черкаський. Мультфільм «Колумб причалює до берега» створений за мотивами однойменного оповідання Іллі Ільфа і Євгена Петрова.

## Сюжет
Самовпенений і дивакуватий Колумб пристає до берега ХХ століття. 

## Над мультфільмом працювали
- Режисер: Давид Черкаський
- Сценарист: Олександр Каневський
- Ролі озвучували: Едуард Назаров, Михайло Державін, Олександр Баранов
- Композитор: Пилип Бриль
- Художник-постановник: Радна Сахалтуєв
- Аніматори: Володимир Гончаров, Ніна Чурилова, Віктор Арсентьєв, В. Диман, Вадим Долгіх, Давид Черкаський, Єфрем Пружанський, Марк Драйцун, Євген Сивокінь, Анатолій Солін
- Оператор: Григорій Островський, С. Нікіфоров
- Редактор: Тадеуш Павленко
- Звукооператор: Ігор Погон
- Директор: А. Коваленко

## Дивись також
- Фільмографія ТО художньої мультиплікації студії «Київнаукфільм»